# بني نحو
قرية قد غيبها التاريخ، تعرف بقرية بني نحو، وهي إحدى قرى الأحساء المندثرة التي كانت موطنا لأناس ينتمون إليها وحملوا اسمها، وما زالوا يحملون بعض الذكريات التي خلدتها بعض الوثائق وأحاديث بعض كبار السن.

## الموقع
تقع قرية بني نحو على بعد ميل واحد من شرق الهفوف على بعد مسافة قصيرة من طريق الجشة-الهفوف، قرية صغيرة بها 20 منزل. ويقع في الشرق منها قرية بني معن، ويحدها شمالا الطريق المؤدي إلى القرى الشمالية، ومن الغرب الطريق المؤدي إلى القرى الشرقية، ومن الجنوب مناطق زراعية.

## سبب تسمية القرية
يقول ابن دريد: اشتقت «نَحْو» من قولهم: نحوتُ الشيء أنحوه نحوًا، إذا قصدته. ومنه النحو في الكلام، كأنه قصد للصواب. ومن قبائل بني نحو: عجيف، ومعازب، وملاتمات. ويقول حمد الجاسر: «نحو» بالنون المفتوحة والحاء المهملة ساكنة والعامة يضمونها، وبعدها واو، تضاف إلى كلمة «بني» بالياء في جميع حالات الإعراب، وهو اسم القرية. أما تسميتها فإنه يعود إلى نحو بن شمس بن روشن.

## تاريخ نشوء قرية بني نحو
يبدو أن تاريخ نشوء القرية كان في فترات زمنية قديمة ولكن لا توجد أدلة توضح أو تشير إلى تاريخ نشوئها، وما يوجد لدينا من تاريخ تقريبي هو القرن الثاني عشر الهجري وذلك مقارنة بشجرة النسب المتعلقة بسادة النحوي، حيث تشير الشجرة إلى أن السيد علي بن السيد محمد النحوي الموسوي هو أقدم من انتسب إلى هذه القرية، ومن جهة أخرى عدد السكان الذي تشير إليه المصادر التي ذكرت القرية، حيث لا يتعدى عدد منازلهم العشرين منزلاً كما يقول لوريمر وفيدال، ويفهم من ذلك أن القرية ربما أنها نشأت في القرن الثاني عشر الهجري، ومع ما ذكرناه آنفاً ليس دليلاً قطعياً على أن القرية نشأت في القرن الثاني عشر الهجري! بل هي قرينة ربما تكون هي الأقرب لتاريخ نشوء القرية، فلربما كانت القرية أقدم من ذلك بكثير ولكن لا توجد قرائن كافية تدل على أنها قديمة.
ثم إن «بني معن» سكنوا أوال كما هو مذكور في بعض المصادر، ويبدو أن نشوء القريتين «بني معن» و«بني نحو» كان في القرون المتأخرة، فلم تذكر المصادر التاريخية وجود هاتين القريتين، ولكن بما أنهما ينتسبان إلى قبيلة واحدة حصل هذا التجاور في المسكن، فاندثرت الثانية وبقيت الأولى، وربما أن«بني نحو» انفصلوا عن «بني معن» لأن «بني معن» ورد ذكرهم أكثر من مرة في كتب التاريخ، ولعل هذا مرجّح أنهما كانتا معاً فانفصلت الأخرى عن الأولى.

## سبب اندثار القرية وخرابها
كثيرة هي الأسباب حول اندثار بعض القرى، فبعض منها مرت بها ظروف طبيعية، وأخرى أمنية وغيرها من الأسباب المتفاوتة بين هذه القرية وتلك، وحسب الظروف التي عاشتها بعض القرى، ولاندثار قرية «بني نحو» ثلاث رواياتز
الرواية الأولى:
ما رواه المؤرخ الحاج جواد الرمضان والحاج إبراهيم الحبيب نقلاً عمن سبقهم، وهي:
«أتى مسؤولان من قبل الدولة العثمانية لطلب رجلٍ من القرية ويقال أنه عمدة القرية الذي ينتسب إلى آل الخليفة، وذلك من أجل مساءلته حول بعض الأمور «ويقال أنها قضايا مالية أو تملّك أراضي» فتلفظ أحدهما على هذا الرجل بألفاظ لا تليق، فاستشاط الرجل غضباً مما أدى به إلى إطلاق النار على أحدهما وأسقطه من على فرسه، فهرب الآخر لإبلاغ المسؤولين بذلك، فتم توجيه كتيبة عسكرية معها مدفع، وقصفوا القرية الصغيرة بالمدفعية فنجا من نجا وقُتل من قُتل، وتشتت أهلها في القرى المجاورة كـ»بني معن «وغيرها».
الرواية الثانية:
أخبرنا بها الشيخ حسن بن الشيخ باقر أبوخمسين وقد سمعها عمن كان قبله، وهي على النحو التالي:
«أثناء حكم الدولة العثمانية تم فرض دفع الزكاة على السُكّان، وكانت الظروف صعبة للغاية بحيث لا يستطيعون دفع ما تطلبه منهم الدولة العثمانية، فاتفق بعضهم مع عمدة القرية بقتل جابي الزكاة حتى لا يعودوا إليهم مرة أخرى، وحصل ما اتفقوا عليه من قتل الرجل التابع للدولة العثمانية، وبعد أن قتلوه فكّروا بالأمر ورأوا أن ما فعلوه خطأ وقد يجرّ عليهم الويلات، فخرجوا من القرية حينما أحسوا أن الخطر محدقٌ بهم، وحصل ما توقعوا حصوله».
الرواية الثالثة:
وهذه الرواية نقلاً عن الشيخ باقر أبوخمسين من كتابه «هجَر عبر أطوار التاريخ»، وهي على النحو التالي:
"بني نحو: لم تزل عامرة إلى أيام الأتراك، فحدث أن أميرها واسمه حسين بن خليفة قَتَلَ ضابطاً "تركياً فطلبتهُ الحكومة ولم تظفر به، فخاف أهل البلاد على أنفسهم فرحلوا عنها فتفرقوا في القرى المجاورة لها، ثم وجهت الحكومة إليها قسم من الجيش فخرّبها حتى جعلها قاعاً صفصفاً انتقاما من فعلةِ الأمير، ولم يبقى من آثارها إلا بعض مساجد هي الآن ماثلة في وسط أرض تحيط بها البساتين ويصلي بها الفلاحون، واليوم في بلاد بني معن أناس يعرفون ببيت النحوي نسبة إليها".
الخلاصة:
يتضح من الروايات الثلاث التي نقلناها أنها متشابهة، باختلاف يسير بين بعضها حول اسم القاتل وسبب القتل، إلا أن المتفق عليه أنه حصلت مشكلة أدت إلى قتل ضابط تركي مما أدى بالحكومة العثمانية توجيه كتيبة عسكرية لتهديم القرية، جراء قتل الضابط التركي.

## العوائل التي سكنت قرية «بني نحو» قبل خرابها
كثيرة هي العوائل التي سكنت هذه القرية قبل خرابها فمما حفظ لنا التاريخ ما ذكره لنا الحاج جواد الرمضان، وهم على النحو التالي:
عائلة آل جاسم، وعائلة آل خليفة، وآل صالح وهؤلاء يقطنون حالياً في الرفعة الشمالية بالهفوف، بالإضافة إلى سادة النحوي الذين توزعوا في عدة قرى كـ «بني معن» والجفر والهفوف والمبرز وبعضهم هاجر إلى العراق، وهناك عائلة أخرى ليسوا بسادة وينسبون إلى القرية ولكن باختلاف يسير في اللفظ حيث يقال لهم «النْحَوِي» أو «إنْحَوِي» للتفريق بينهم وبين السادة النحويين، وأفادنا أحد كبار السن بأن من ضمن العوائل التي سكنت القرية عائلة «آل محسن»، وعائلة «آل أبي خمسين»، وعائلة «الحليمي»، وعائلة «المازني»، وعائلة «بوقرين».
أما السادة الموسويين فإنهم يعودون إلى بني نحو وخرجوا قبل خراب القرية بفترة زمنية وسكنوا المبرز إلى هذا اليوم، أي أن نسبهم يعود إلى سادة النحوي، ومنهم العلامة السيد أحمد السيد هاشم النحوي.
وتجدر الإشارة إلى أن هناك عوائل عدة تُلَقَّب بـ «النحوي» من خارج الجزيرة العربية، حيث يوجد من أخذ هذا اللقب في مدينة «صَفَد» الفلسطينية ومنهم الدكتور عدنان علي رضا النحوي الداعية المعاصر، وكذا في مصر وموريتانيا وغير ذلك، إلا أن المرجح أن هؤلاء أخذوا هذا اللقب من باب اشتغال أجدادهم بتعلّم أو تعليم النحو واللغة العربية.